# Plagioecia corrugata
Plagioecia corrugata is een mosdiertjessoort uit de familie van de Plagioeciidae. De wetenschappelijke naam van de soort is, als Stomatopora corrugata, voor het eerst geldig gepubliceerd in 1979 door Jean-Georges Harmelin.